# Turniej Ośmiu Narodów
Turniej Ośmiu Narodów, Elite League (ang. Under 20 Elite League) – towarzyski turniej piłkarski dla europejskich reprezentacji narodowych U-20. Jest następcą Turnieju Czterech Narodów. 
Pierwszym zwycięzcą turnieju została reprezentacja Niemiec. 

## Medaliści
| Sezon | Zwycięzca                                         | Wicemistrz                                        | 3. miejsce                                        | 4. miejsce                                        |
| --- | ------------------------------------------------- | ------------------------------------------------- | ------------------------------------------------- | ------------------------------------------------- |
| 2017/2018 | Niemcy U-20                                       | Anglia U-20                                       | Czechy U-20                                       | Włochy U-20                                       |
| 2018/2019 | Holandia U-20                                     | Portugalia U-20                                   | Niemcy U-20                                       | Anglia U-20                                       |
| 2019/2020 (niedokończony) | Włochy U-20                                       | Niemcy U-20                                       | Anglia U-20                                       | Czechy U-20                                       |
| 2020/2021 | Edycja nie odbyła się z powodu pandemii COVID-19. | Edycja nie odbyła się z powodu pandemii COVID-19. | Edycja nie odbyła się z powodu pandemii COVID-19. | Edycja nie odbyła się z powodu pandemii COVID-19. |
| 2021/2022 (niedokończony) | Włochy U-20                                       | Anglia U-20                                       | Niemcy U-20                                       | Portugalia U-20                                   |
| Edycja 2021/2022 nie została dokończona (siódmy, decydujący mecz pomiędzy Anglią i Norwegią, który mógłby dać tytuł Anglikom, nie został rozegrany). Włochy oświadczyły jednak, że zostały zwycięzcami. |                                                   |                                                   |                                                   |                                                   |
| 2022/2023 | Włochy U-20                                       | Niemcy U-20                                       | Czechy U-20                                       | Polska U-20                                       |
| 2023/2024 | Włochy U-20                                       | Niemcy U-20                                       | Portugalia U-20                                   | Anglia U-20                                       |

### Klasyfikacja medalowa
| Miejsce | Reprezentacja | Złoto | Srebro | Brąz | Razem |
| ------- | ------------- | ----- | ------ | ---- | ----- |
| 1       | Włochy        | 4     | 0      | 0    | 4     |
| 2       | Niemcy        | 1     | 3      | 2    | 6     |
| 3       | Holandia      | 1     | 0      | 0    | 1     |
| 4       | Anglia        | 0     | 2      | 1    | 3     |
| 5       | Portugalia    | 0     | 1      | 1    | 2     |
| 6       | Czechy        | 0     | 0      | 2    | 2     |
| Razem   | Razem         | 6     | 6      | 6    | 18    |

## Liczba startów reprezentacji
| Reprezentacja   | 2017/18 | 2018/19 | 2019/20 | 2021/22 | 2022/23 | 2023/24 | Liczba edycji |
| --------------- | ------- | ------- | ------- | ------- | ------- | ------- | ------------- |
| Anglia U-20     |         | 4       |         |         | 8       | 4       | 6             |
| Czechy U-20     |         | 6       | 4       | 8       |         | 8       | 6             |
| Holandia U-20   | 7       |         | 6       | –       | –       | –       | 3             |
| Niemcy U-20     |         |         |         |         |         |         | 6             |
| Norwegia U-20   | –       | –       | –       | 7       | 5       | 7       | 3             |
| Polska U-20     | 8       | 7       | 5       | 6       | 4       | 5       | 6             |
| Portugalia U-20 | 5       |         | 7       | 4       | 7       |         | 6             |
| Rumunia U-20    | –       | –       | –       | 5       | 6       | 6       | 3             |
| Szwacjaria U-20 | 6       | 5       | 8       | –       | –       | –       | 3             |
| Włochy U-20     | 4       | 8       |         |         |         |         | 6             |